# Celatoria
Celatoria – rodzaj muchówek z rodziny rączycowatych (Tachinidae).

## Wybrane gatunki
- C. diabroticae (Shimer, 1871)[1]
- C. setosa (Coquillett, 1895)[1]